# あらいきよこ
あらい きよこ（6月1日 - ）は、日本の漫画家。女性。東京都出身。代表作は『Dr.リンにきいてみて!』。

## 来歴
以下雑誌の出版元はいずれも小学館。
1984年、『ちゃお』1月号増刊にて掲載された、「ちょっとだけ媚薬」でデビュー。
その後『ちゃお』を中心に執筆活動を行い、『ちゃお』の姉雑誌『ChuChu』へも読み切りや前後編作品を発表していた。
1998年、『エンジェルリップ』で第44回小学館漫画賞児童部門受賞。
2001年、『Dr.リンにきいてみて!』がアニメ化される。
2008年、『ビューティーポップ』シリーズ連載終了を機に『ChuChu』へと移籍。同年『ChuChu』にて4月号から『ヨモギもちヤケた?』を連載。
2009年11月、『ヨモギもちヤケた?』連載終了。その直後の同年12月末に『ChuChu』が休刊。これに伴い2010年、『Cheese!』へと移籍。同誌にて、同年6月号および7月号にて前後編作品「恋路線〜話しかけたかった〜」を発表。
2011年には、自身初となる少年誌の『週刊少年サンデー』にて連載作『ランウェイを☆プロデュース!!』を発表するも短期で連載終了。単行本発売時には少年サンデーコミックスからではなく、フラワーコミックスからのリリースとなった。その後『Cheese!』にて、2011年6月号より同作と同じ題材で『ランウェイ・WARS』を連載。
2018年現在は、『プチコミック』の姉妹誌である『姉系petit comic』にて執筆している。

## 人物
- ニューヨーク・ヤンキース及び松井秀喜選手の大ファンで、2003年10月のポストシーズンゲーム、ヤンキースVSレッドソックス7連戦を全て観戦した。その後も原稿執筆の合間を縫って、たびたびニューヨーク・ヤンキー・スタジアムを訪れている。
- 愛犬1匹（トイプードル）、愛猫3匹（アメリカンショートヘアとスコティッシュフォールド）[2]を非常に可愛がっており、単行本の作者のページにも何度か登場させている。

## 作品リスト
- 魔法のスターマジカルエミ（『ちゃお』1985年5月号 - 1986年、全3巻）
- 魔法のアイドルパステルユーミ（『ちゃお』1986年4月号 - 1986年11月号、全2巻）
- 神さまO・NE・GA・I（『ちゃお』1987年3月号 - 1988年8月号、全4巻）
- GENKIでファイト!!（『ちゃお』1988年10月号 - 1990年5月号、全4巻）
- カレー倶楽部にあいにきて（『ちゃお』1990年 - 1991年、全4巻、FCDX・全2巻）
- アリスにおまかせ!（『ちゃお』1992年2月号 - 1995年10月号、全10巻、FCDX・全5巻、文庫版全5巻）
- ハートのミステイク（全1巻） - 短編集。
- エンジェルリップ（『ちゃお』1996年2月号 - 1999年7月号、全9巻）
- Dr.リンにきいてみて!（『ちゃお』1999年8月号[1] - 2003年6月号、全8巻、特別版全1巻）
- ナチュラル・エンジェル（全1巻）
- ビューティー・ポップ（『ちゃお』2003年9月号 - 2008年2月号、全10巻）
  - ビューティー・ポップstage2
- ヨモギもちヤケた?（『ChuChu』2008年4月号 - 2009年12月号、全4巻）
- ランウェイを☆プロデュース!!（『週刊少年サンデー』2011年14号 - 20号、全1巻）
- ランウェイ・WARS（『Cheese!』2011年6月号[3] - 、全2巻） - 『ランウェイを☆プロデュース!!』のスピンオフ[3]。
- 囚われの野獣たち（全1巻）
- 妊カツ! 妊娠したいすべての人へ（監修：原利夫、全1巻）
- 水戸のお局（『姉系プチコミック』8号 - 11号、全1巻）
- あなたは愛を信じますか?（全2巻）
- 食う寝る所に愛は無し（全1巻）
- モンスターな女たち（全1巻）
- 女は本音を語らない（全1巻）
- 女は無慈悲に笑う（『姉系プチコミック』2017年11月号[4] - 2018年7月号、全1巻）
- 離婚と結婚は紙一重（『妻プチ』2020年1月号 - 2021年3月号）
- 他人の不幸は蜜の味（『妻プチ』2021年5月号 - 2022年12月号[5]）

### 読み切り作品
- ちょっとだけ媚薬（『ちゃお』増刊1984年1月号、『魔法のアイドルパステルユーミ（1）』所収。）
- ジグザグMYハート（『ちゃお』1984年4月号）
- 心の扉（1984年、『魔法のスターマジカルエミ（1）』所収。）
- 曇りのちときどき晴れ（1984年、『魔法のスターマジカルエミ（1）』所収。）
- 赤い靴下が好き!（『ちゃお』1984年11月号）
- こしゃくな誘惑風（1985年）
- 夏の通り雨（『ちゃおデラックス』1987年夏の号、『カレー倶楽部にあいにきて（4）』所収。）
- 霧の夏に御用心！！（『ちゃおデラックス』1988年夏の号、『ハートのミステイク』所収。）
- バツグンの気持ち（『ちゃおデラックス』1989年夏の号、『カレー倶楽部にあいにきて（3）』所収。）
- きみをレンタル（『ちゃお』1991年10月号、『ハートのミステイク』所収。）
- ハートのミステイク（『ちゃおデラックス』1993年春休み増刊号、『ハートのミステイク』所収。）
- 絵本の国へようこそ（『ちゃおデラックス』1993年春休み増刊号、『ハートのミステイク』所収。）
- 夢汽車に乗せて

### オムニバス作品
- 眠れぬ夜の物語
- 今夜も一人で眠れない

### 文庫作品
- Dr.リンにきいてみて!夏休み編 – 前世の魔宮（著:西崎めぐみ）

### ファンブック・他
- Dr.リンのかんたん風水&占いBOOK
- Dr.リンのLOVE&魅力UP風水BOOK
- Dr.リンの超神秘風水BOOK
- あらいきよこポストカードブック – Dr.リンにきいてみて!
- Dr.リンにきいてみて! パーフェクトファンブック

## アシスタント経験者
- 森江真子[6]